# Dresden (Maine)
Dresden ist eine Town im Lincoln County des Bundesstaates Maine in den Vereinigten Staaten. Im Jahr 2020 lebten dort 1725 Einwohner in 835 Haushalten auf einer Fläche von 85,9 km².

## Geographie
Die Stadt hat eine Fläche von 85,9 km², davon sind 79,4 km² Land und 6,5 km² Wasser. Durch Dresden fließen zwei Flüsse, der Kennebec River und der Eastern River.

### Geografische Lage
Dresden liegt im Westen des Lincoln Countys am Kennebec River und grenzt an das Sagadahoc County im Westen und das Kennebec County im Norden. Zentral in südliche Richtung verläuft der Eastern River durch die Town. Im Westen grenzt der Dresden Bog Reservoir an. Die Oberfläche ist eben, ohne nennenswerte Erhebungen.

### Nachbargemeinden
Alle Entfernungen sind als Luftlinien zwischen den offiziellen Koordinaten der Orte aus der Volkszählung 2010 angegeben.
- Norden: Pittston, Kennebec County, 5,2 km
- Nordosten: Whitefield, 15,6 km
- Osten: Alna, 8,7 km
- Südosten: Wiscasset, 8,8 km
- Süden: Woolwich, Sagadahoc County, 6,1 km
- Südwesten: Bowdoinham, Sagadahoc County, 14,6 km
- Westen: Richmond, Sagadahoc County,  10,4 km
- Nordwesten: Gardiner, Kennebec County, 5,2 km

### Stadtgliederung
In Dresden gibt es mehrere Siedlungsgebiete: Cedar Grove, Dresden (Dresden Village, zuvor Eastern River), Dresden Mills, Hatchs Corner (Hatch's Corner), South Dresden, West Dresden.

### Klima
Die mittlere Durchschnittstemperatur in Dresden liegt zwischen −6,8 °C (20 °Fahrenheit) im Januar und 20,6 °C (69 °Fahrenheit) im Juli. Damit ist der Ort gegenüber dem langjährigen Mittel der USA um etwa 6 Grad kühler. Die Schneefälle zwischen Oktober und Mai liegen mit bis zu zweieinhalb Metern mehr als doppelt so hoch wie die mittlere Schneehöhe in den USA; die tägliche Sonnenscheindauer liegt am unteren Rand des Wertespektrums der USA.

## Geschichte
Dresden gehörte zunächst zu Pownalboro, wie auch Alna, Wiscasset und Perkins. Bis auf das Land der Town Perkins kaufte Christopher Lawson das Gebiet den Indianern im Jahr 1649 ab. Er verkaufte es an die Herren Clark und Lake. Lake siedelte sich in dem Gebiet an, wurde später von Indianern getötet. Ein Fort wurde im Jahr 1754 gegenüber von Swan Island errichtet. Es wurde nach Gouverneur William Shirley benannt. Pownalboro wurde im Jahr 1760 als Town organisiert und benannt nach Thomas Pownall. Für mehr als 30 Jahre war Pownalboro Shire Town des Lincoln Countys und das ehemalige Court House des Lincoln Countys befindet sich in der Town. Es wurde unter Denkmalschutz gestellt. Zu den ersten Siedlern gehörten am 1760 die Cushing-Brüder Willian, Charles und Rowland. Sie prägten das Gebiet, William und Rowland waren Anwälte und Richter, Charles Brigade-General der Miliz und der erste Sheriff des Lincoln Countys.
Dresden war der westliche Teil von Pownalborough und am 25. Juni 1792 wurde Dresden als eigenständige Town organisiert. Der Name stammt von Dresden, da viele der frühen Siedler von Samuel Waldo angeworben aus der Gegend um Dresden stammten.
Teile von Alna wurden dem Gebiet im Jahr 1841 hinzugefügt und das Swan Island wurde im Jahr 1847 an Perkins abgegeben.

### Einwohnerentwicklung
| Volkszählungsergebnisse – Town of Dresden, Maine | Volkszählungsergebnisse – Town of Dresden, Maine | Volkszählungsergebnisse – Town of Dresden, Maine | Volkszählungsergebnisse – Town of Dresden, Maine | Volkszählungsergebnisse – Town of Dresden, Maine | Volkszählungsergebnisse – Town of Dresden, Maine | Volkszählungsergebnisse – Town of Dresden, Maine | Volkszählungsergebnisse – Town of Dresden, Maine | Volkszählungsergebnisse – Town of Dresden, Maine | Volkszählungsergebnisse – Town of Dresden, Maine | Volkszählungsergebnisse – Town of Dresden, Maine |
| Jahr                                             | 1800                                             | 1810                                             | 1820                                             | 1830                                             | 1840                                             | 1850                                             | 1860                                             | 1870                                             | 1880                                             | 1890                                             |
| ------------------------------------------------ | ------------------------------------------------ | ------------------------------------------------ | ------------------------------------------------ | ------------------------------------------------ | ------------------------------------------------ | ------------------------------------------------ | ------------------------------------------------ | ------------------------------------------------ | ------------------------------------------------ | ------------------------------------------------ |
| Einwohner                                        | 700                                              | 1096                                             | 1338                                             | 1559                                             | 1647                                             | 1419                                             | 1247                                             | 990                                              | 1032                                             | 1043                                             |
| Jahr                                             | 1900                                             | 1910                                             | 1920                                             | 1930                                             | 1940                                             | 1950                                             | 1960                                             | 1970                                             | 1980                                             | 1990                                             |
| Einwohner                                        | 882                                              | 815                                              | 620                                              | 629                                              | 631                                              | 729                                              | 766                                              | 787                                              | 998                                              | 1332                                             |
| Jahr                                             | 2000                                             | 2010                                             | 2020                                             | 2030                                             | 2040                                             | 2050                                             | 2060                                             | 2070                                             | 2080                                             | 2090                                             |
| Einwohner                                        | 1625                                             | 1672                                             | 1725                                             |                                                  |                                                  |                                                  |                                                  |                                                  |                                                  |                                                  |

## Kultur und Sehenswürdigkeiten

### Bauwerke
In Dresden wurden mehrere Bauwerke unter Denkmalschutz gestellt und  ins National Register of Historic Places aufgenommen.
- Bowman-Carney House, 1971 unter der Register-Nr. 71000071.[10]
- Bridge Academy, 1987 unter der Register-Nr. 86003540.[11]
- Dresden Brick School House, 1986 unter der Register-Nr. 86001273.[12]
- Lithgow House, 1985 unter der Register-Nr. 85003156.[13]
- Pownalborough Courthouse, 1970 unter der Register-Nr. 70000052.[14]
- St. John’s Anglican Church and Parsonage Site, 1978 unter der Register-Nr. 78000187.[15]
- Dresden Town House, 2000 unter der Register-Nr. 00001204.[16]
- St. John’s Episcopal Church, 1991 unter der Register-Nr. 91000769.[17]

## Wirtschaft und Infrastruktur

### Verkehr
Die Maine State Route 27 verläuft in nordsüdlicher Richtung durch Dresden, ebenfalls in nordsüdlicher Richtung, parallel zum Kennebec River verläuft die Maine State Route 128. Die Maine State Route 127 verläuft parallel zum Eastern River. Von Richmond kommt aus westlicher Richtung die Maine State Route 197 Sie mündet auf der 127.

### Öffentliche Einrichtungen
Es gibt keine medizinischen Einrichtungen oder Krankenhäuser in Dresden. Die nächstgelegenen befinden sich in Damariscotta, Bath, Gardiner und Augusta.
In Dresden befindet sich die Bridge Academy Public Library in der Middle Road in Dresden.

### Bildung
Dresden gehört zusammen mit Farmingdale, Hallowell, Monmouth  und Richmond zum RSU 2.
In Dresden befindet sich die Dresden Elementary School.

## Persönlichkeiten

### Söhne und Töchter der Stadt
- David Kidder (1787–1860), Politiker

### Persönlichkeiten, die vor Ort gewirkt haben
- William Cushing (1732–1810), Richter am Obersten Gerichtshof der Vereinigten Staaten